# Edith Nesbit
Edith Nesbit (Kennington, 15 augustus 1858 – New Romney, 4 mei 1924) was een Engelse schrijfster en dichteres. Ze publiceerde kinderboeken onder de naam E. Nesbit. Ook was ze politiek activist en was ze betrokken bij de oprichting van de Fabian Society.

## Biografie
Edith Nesbit werd in 1858 geboren. Haar vader – agrarisch chemicus John Collis Nesbit (1818–1862) – stierf toen ze vier jaar oud was. Haar zus Mary leed aan tuberculose. Ter bevordering van Mary's gezondheid reisde het gezin door Frankrijk, Duitsland en Spanje. In 1871 vestigden ze zich in Halstead, Engeland. Toen Edith zeventien was, verhuisde het gezin terug naar Londen.
Op 22 april 1880 trouwde Edith met Hubert Bland, van wie ze toen zeven maanden zwanger was. Edith en Hubert kregen samen drie kinderen en Edith adopteerde twee kinderen die Hubert met een andere vrouw had gekregen. De moeder van die kinderen woonde bij hen in huis.
Edith Nesbit was een aanhanger van marxistische socialist William Morris. Zij en haar man waren in 1884 betrokken bij de oprichting van de Fabian Society.
In 1899, toen Nesbit eenenveertig was, verscheen haar eerste kinderboek. Verschillende boeken werden aan haar kinderen gewijd. Haar zoon Fabian overleed in 1900 op vijftienjarige leeftijd en haar man Hubert overleed in 1914. Op 20 februari 1917 hertrouwde zij met Thomas Tucker. 
Edith Nesbit stierf op 4 mei 1924 en werd begraven op het kerkhof van St Mary in the Marsh in Kent.